# Bugaboo International
Bugaboo International B.V. is een Nederlands designbedrijf dat producten voor ouders maakt zoals kinderwagens voor baby's en peuters. De producten zijn verkrijgbaar in 50 landen. Bugaboo heeft meer dan 1.200 mensen in dienst en het hoofdkantoor is gevestigd in Amsterdam.

## Geschiedenis
Bugaboo werd in 1996 opgericht door Max Barenbrug en zijn toenmalige zwager Eduard Zanen, een ondernemer en arts, na een investering door Zanen. Barenbrug begon het concept voor Bugaboo twee jaar eerder als afstudeerproject aan de Design Academy Eindhoven.
De eerste Bugaboo, de "Bugaboo Classic", werd in 1999 in Nederland gelanceerd. In 2001 werd de "Bugaboo Frog" gelanceerd in het Verenigd Koninkrijk en in 2002 in de Verenigde Staten, populair geworden door zijn verschijning in een aflevering van het tv-programma Sex and the City.
In februari 2018 werd Bugaboo overgenomen door Bain Capital voor een onbekend bedrag. In 2024 werd het merendeel van de aandelen overgenomen door Mubadala Capital uit de Verenigde Arabische Emiraten. In 2025 werd Nederlandse concurrent Joolz overgenomen.